# ناصر بن خالد آل أحمد آل ثاني
أول وزير رسمي للاقتصاد والتجارة في دولة قطر. والد الشيخ ناصر بن خالد في العاصمة القطرية الدوحة سنة 1910م. تلقى علومه في حلقات علميها، ثم انتقل للحياة العملية مبكرا، حيث انضم لشركة شل للاستكشافات الخارجية المحدودة في منطقة دخان فكتسب الخبرة العملية، واسس سنة 1951م شركة تجارية سرعا ما توسع نشاطها وحجم أعمالها مع سيولة الذهب الأسود 1952م، لتصبح من كبرى شركات البلاد، كما ترأس لجنة التعليم، وبعد الاستقلال تم اختياره ليكون أول وزير رسمي للاقتصاد والتجارة، حيث صدر امر تعينه 1971 ومارس عمله 1972م، وقد عمل جاهدا على تاسيس الوزارة المذكورة، وهيكلها الإداري والمالي فنظم حركة الاستراد والتصدير، والتراخيص مزاولة المهنة، والوكالات الحصرية ونظام السجل التجاري. وافته المنية سنة 1986م. هذا وبتاريخ 11 - 3 - 2015 م، أطلق رئيس واعضاء مجلس غرفة التجارة والصناعة القطرية، اسم الشيخ ناصر بن خالد، على أكبر قاعات اجتماعاتها، تكريما لمساهمته وجهوده وبصماته الواضحة بتأسيسها وترأسها.